# Mūrmuiža (Bezirk Jelgava)

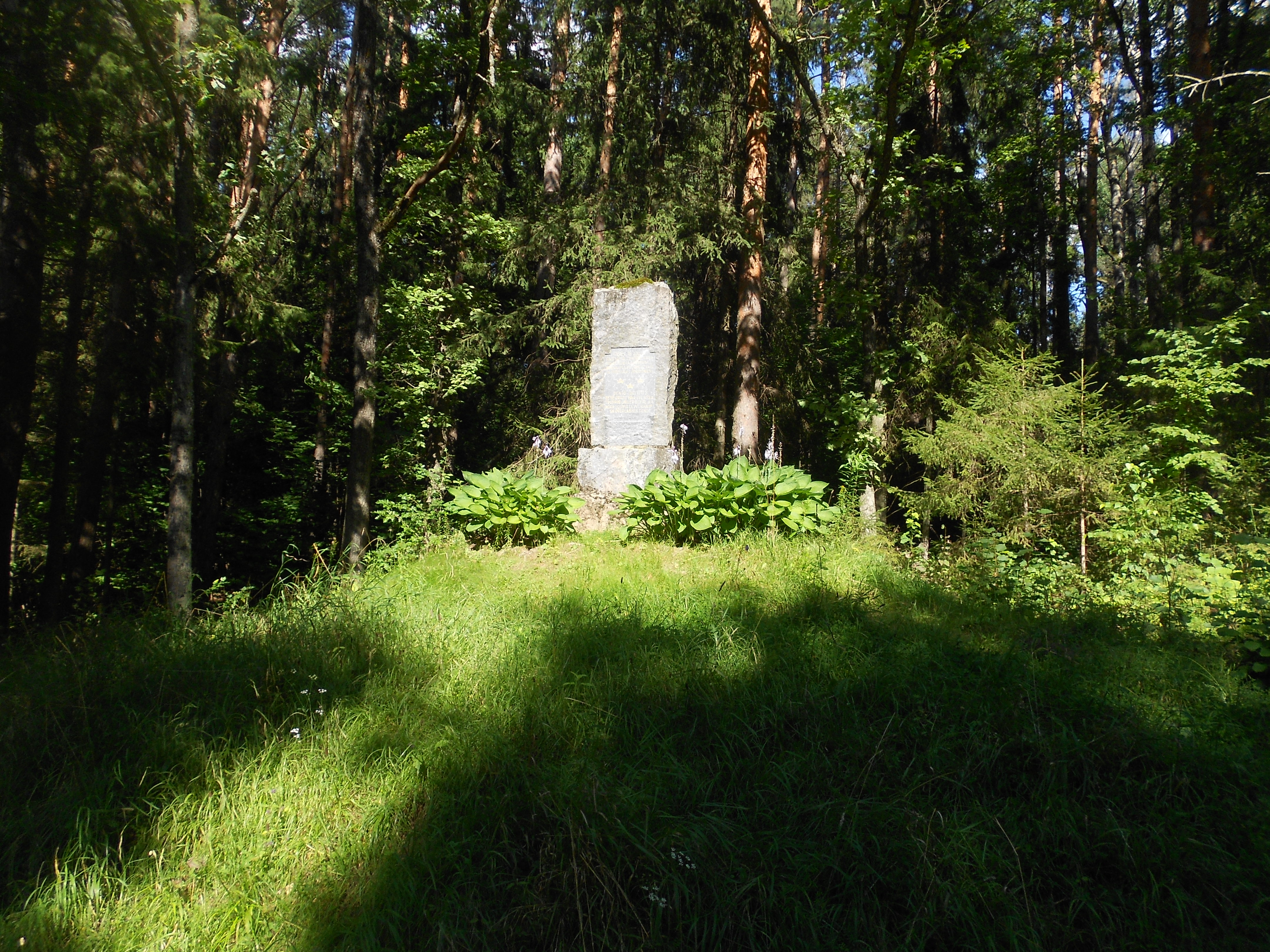
Schlachtendenkmal bei Mūrmuiža, errichtet 1935

Mūrmuiža (deutsch: Gemauerthof) ist eine Ortschaft in Zemgale im Südwesten Lettlands. Der Ort befindet sich an der Einmündung des Bachs Vilce in die Svēte. 2006 zählte Mūrmuiža 225 Einwohner.

## Geschichte
Der Ort entstand um das Gut Gemauerthof an einer Mühle. Am 16. Juli 1705 fand die Schlacht bei Gemauerthof statt, eine Schlacht des Großen Nordischen Krieges zwischen den Armeen des schwedischen Königs Karl XII. und des russischen Zaren Peter dem Großen.
1960 wurde dort ein Krankenhaus für Invaliden eingerichtet, welches als Sozialstation weiterbesteht (Stand 2022). Südlich des Ortes befindet sich ein Naturpark.